# Koulpissi
Koulpissi est une commune rurale située dans le département de Diabo de la province du Gourma dans la région de l'Est au Burkina Faso.

## Géographie
Dispersé en plusieurs centres d'habitation, Koulpissi est situé à 10 km au Nord-Ouest de Diabo, le chef-lieu du département.

## Santé et éducation
Koulpissi accueille un centre de santé et de promotion sociale (CSPS).